# The Beatles’ 1965 European Tour
The Beatles’ 1965 European Tour – trzecia trasa koncertowa grupy muzycznej The Beatles; w jej trakcie odbyło się czternaście koncertów.
1. 20 czerwca 1965 – Paryż, Francja – Palais des Sports (dwa koncerty)
2. 22 czerwca 1965 – Lyon, Francja – Palais d’Hiver (dwa koncerty)
3. 24 czerwca 1965 – Mediolan, Włochy – Velodromo Vigorelli (dwa koncerty)
4. 26 czerwca 1965 – Genua, Włochy – Pallazzo dello Sport
5. 27 czerwca 1965 – Rzym, Włochy – Teatro Adriano (dwa koncerty)
6. 28 czerwca 1965 – Rzym, Włochy – Teatro Adriano (dwa koncerty)
7. 30 czerwca 1965 – Nicea, Włochy – Palais des Expositions
8. 2 lipca 1965 – Madryt, Hiszpania – Plaza de Toros de las Ventas
9. 3 lipca 1965 – Barcelona, Hiszpania – Plaza de Toros La Monumental